# Sturgis, Michigan
Sturgis är en stad i Saint Joseph County i Michigan. Orten har fått namn efter bosättaren John Sturgis. Vid 2010 års folkräkning hade Sturgis 10 994 invånare.

## Kända personer från Sturgis
- Curtis Williams Sabrosky, entomolog
- Marlin Stutzman, politiker